# Transiogramme
Le transiogramme est une fonction mathématique utilisée en géostatistique par chaîne de Markov.
Soit Z un champ aléatoire qualitatif sur un ensemble de n états. Le transiogramme se définit comme la probabilité conditionnelle de transition entre l'état i au point x et l'état j au point x+h:
{\displaystyle p_{i\to j}\left(h\right)=\Pr \left(Z\left(x+h\right)=j|Z\left(x\right)=i\right)}
L'hypothèse de stationnarité de Z permet de supposer l'indépendance du transiogramme par rapport à l'emplacement x.
On parle d'auto-transiogramme si i = j, de transiogramme croisé dans le cas contraire.